# Еџвуд (Индијана)
Еџвуд (енгл. Edgewood) град је у америчкој савезној држави Индијана.

## Демографија
По попису из 2010. године број становника је 1.913, што је 75 (-3,8%) становника мање него 2000. године.
| Група             | 2000.         | 2010.         |
| Белци             | 1.897 (95,4%) | 1.761 (92,1%) |
| Афроамериканци    | 67 (3,4%)     | 87 (4,5%)     |
| Азијати           | 3 (0,2%)      | 5 (0,3%)      |
| Хиспаноамериканци | 5 (0,3%)      | 35 (1,8%)     |
| Укупно            | 1.988         | 1.913         |